# 인도차이나검은랑구르
인도차이나검은랑구르(Trachypithecus ebenus)는 잘 알려져 있지 않은 루뚱원숭이의 일종이다. 라오스와 라오스에 접하는 베트남이 원산지이다. 원래는 자바원숭이(T. auratus)의 아종으로 기록되었으나 나중에 프랑수아랑구르(T. francoisi) 군에 속하는 것으로 밝혀졌으며, 일부는 프랑수아랑구르의 아종으로 간주하기도 한다. 2001년 이후는 별도의 종으로 취급되고 있다.